# Tonkaboon

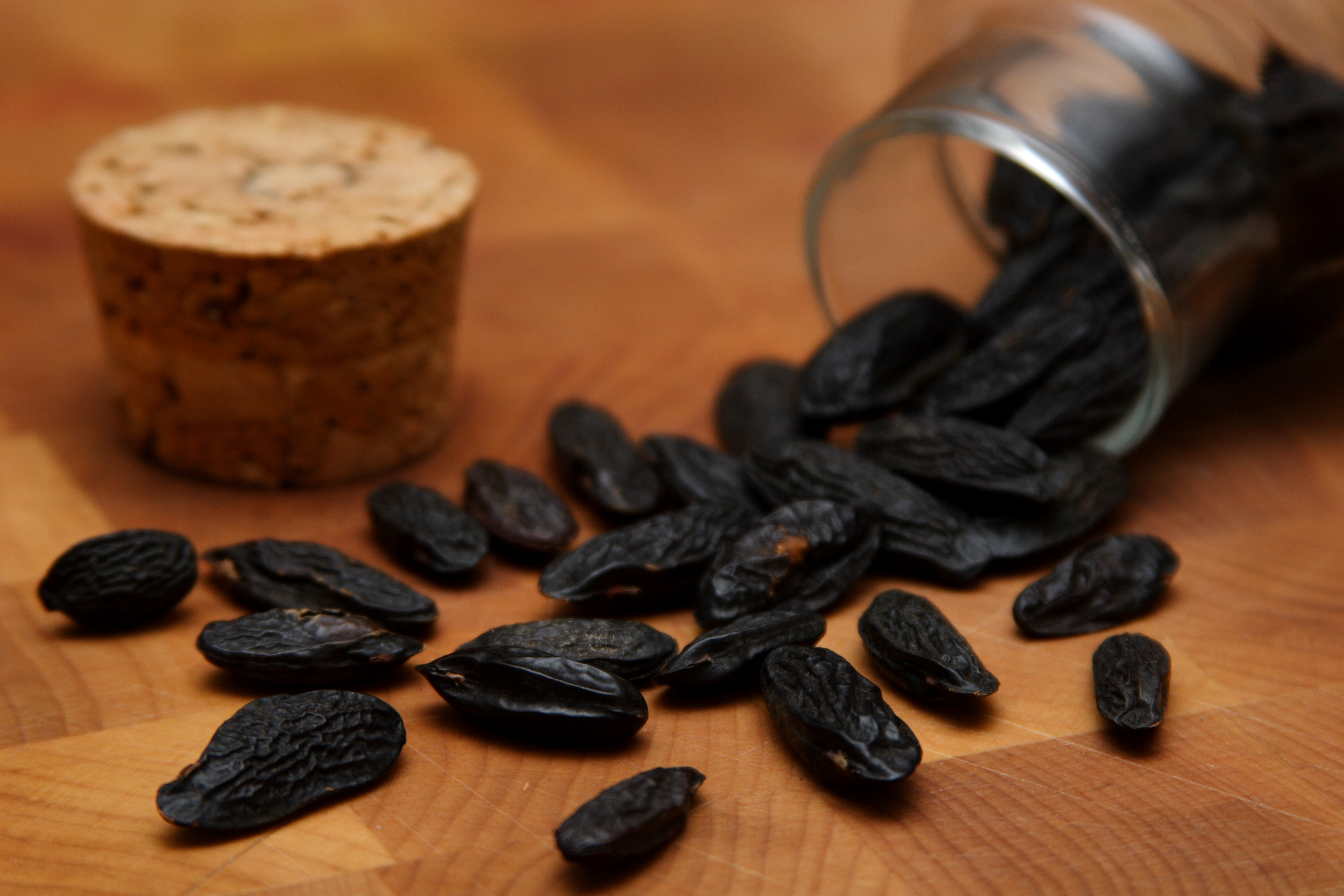
Tonkabonen

De tonkaboon is de vrucht van Dipteryx odorata, een boom uit de Fabaceae-familie die in het noorden van Zuid-Amerika voorkomt. Het zaad van deze vlinderbloemige is zwart en gerimpeld aan de buitenkant en bruin binnenin. De geur heeft iets weg van vanille, amandel, kaneel en kruidnagel. Ze vindt dan ook haar toepassing in parfum, tabakmengsels en sinds enkele jaren ook in bier.
Vanaf de negentiende eeuw werd olie gewonnen uit tonkabonen ook wel tot margarine, of zogenoemde tonkaboter, verwerkt. Later werd deze tonkaboter vrijwel volledig verdrongen door margarine gemaakt uit palmolie.
Ondanks haar soms als hypnotiserend omschreven geur, wordt de boon zelden genoemd als ingrediënt in kookboeken. Sommige kookboeken suggereren het gebruik van minieme hoeveelheden van de tonkaboon voor de bereiding van deeg voor koekjes of cake. Andere gerechten waarin van oudsher weleens tonkabonen in verwerkt worden zijn snoepjes op kokosnootbasis of crème brûlée. Culinair recensist Johannes van Dam omschreef tonkabonen als "een soort vanillesurrogaat dat als vanillevervanger ooit chic werd gevonden".
De boon bevat tot 10% coumarine, dit is echter geen anticoagulantium, wat de coumarinederivaten wel zijn. Het is echter wel giftig voor de lever, daarom worden de bonen voor gebruik in alcohol geweekt. Tonkabonen worden op EU-niveau beschouwd als een niet toegelaten 'novel food'. Het gebruik van tonkabonen is verboden in België; enkel het gebruik in aroma's kan toegestaan worden als het coumarinegehalte voldoende laag is.